# 朗塞斯頓 (康沃爾郡)
朗塞斯通（Launceston）是英格蘭西南部康沃爾的一個城鎮。當地的地標有朗塞斯頓城堡。2011年，朗塞斯通有人口8,952人。